# Joliet (system plików)
Joliet – hierarchiczny system plików, pozwalający na zapis na płycie CD-R plików z nazwami o długości do 64 znaków z możliwością wykorzystania wszystkich znaków międzynarodowych, a także na nazwy zapisane w standardzie Unicode. System Joliet został wprowadzony przez firmę Microsoft i rozpoznają go wszystkie najnowsze systemy Windows (95, 98, NT 4.0, XP, Vista itd.). Format ten jest rozszerzeniem systemu plików ISO 9660 – struktury opisujące zawartość płyty CD, w przypadku tych dwóch systemów, są od siebie niezależne (rozszerzeniem formatu ISO 9660 umożliwiającym stosowanie długich nazw plików oraz zapisywanie praw dostępu do nich jest Rock Ridge, stosowany w systemach uniksowych).